# Добунни

Територія розселення добуннів

Добунни (лат. Dobunni) — назва, дана античними авторами одного з кельтських племен (входили в групу бритів, а також, можливо, белгів), що переселилися з континентальної Європи на острів Британія, де вони стали відомі античному світу наприкінці 1-го тис. до н. е. До середини І століття були витіснені і частково асимільовані прийшлим населенням.

## Область розселення
У Британії вони проживали у верхів'ях долини річки Темза і пониззі долини річки Северн (територія сучасних графств Південно-Західної Англії — Глостершир, Герефордшир, Оксфордшир, Вест-Мідлендс і південного сходу Уельса — графство Монмутшир).

## Доримський період

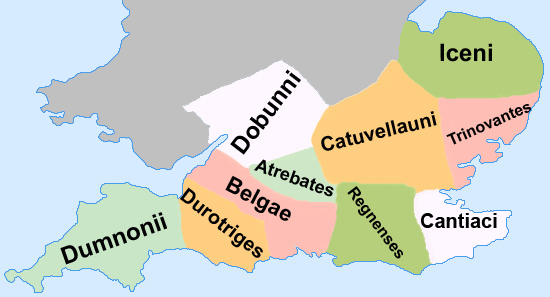
Кельтські племена півдня Британії — Добунни та їх сусіди

Переселення добуннів на острів Британія з материка відбулося, ймовірно, в середині III століття до н. е., коли сюди проникало багато кельтських племен — носіїв латенської культури. Культура цих племен в Британії позначається сучасними дослідниками як «залізна доба B». Також, іноді цю культуру називають «Marnians», так як існує гіпотеза, що прийшли вони з територій відповідних сучасному департаменту Марна у Франції.
Перед римським завоюванням (в I ст.) племена південно-східної Британії знаходилися на стадії розкладання первіснообщинних відносин. У добуннів, як і в інших кельтів цього регіону, земля концентрувалася в руках знаті, з'явилося рабство. Великі племінні союзи починають розпадатися, дроблячись на більш дрібні постійно воюють між собою царства. Владу в племені поділяють між собою правителі місцевих династій і служителі культу — друїди.
З господарської діяльності добуннів відомо про їхнє заняття солевидобутком, а також металургією. Окрім численних мідних і бронзових ливарень в регіоні проживання племені розміщувався один із головних центрів добування заліза у Британії (територія лісу Діна), розробка якого велась ще у доримські часи. На час римського завоювання більшість поселень мали свої власні кузні для роботи як з бронзою, так і з залізом. Також майстрами племені з часом освоюється карбування (штемпельне карбування) і лиття монет (близько I ст. до н. е.).

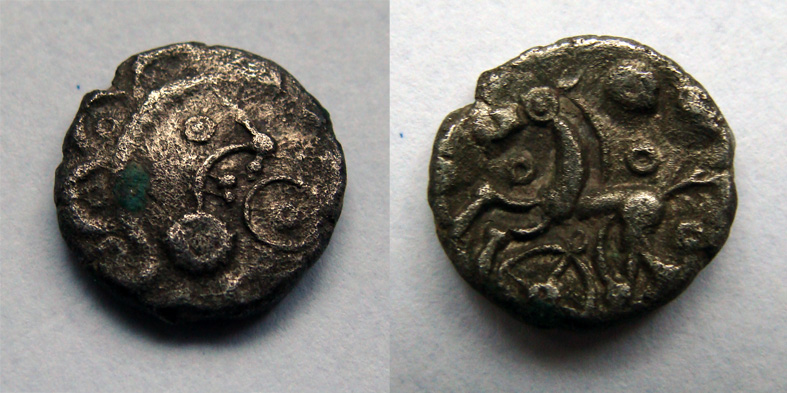
Срібна монета добуннів

 Карбування монет в Британії почалося на поч. I ст. до н. е. Монети добуннів імовірно скопійовані з прототипів монет їхніх сусідів — атребатів і регніїв. На золотих зображувався кінь з трьома хвостами (на аверсі грубо виконаний пшеничний колос), а на срібних — крапки, хрести і лінії, які формують малюнок, схожий на абрис людської голови у профіль. Назви монет добуннів невідомі, окрім використовуваних в пізній період їхньої історії (за володарювання Бодвока) статерів — золоті з ім'ям Бодвока поперек поля аверсу, і срібні з його портретом в профіль.
Поселеннями добуннів, як і у більшості кельтських племен, були прямокутні в плані укріплення з кам'яними стінами на пагорбах, римляни називали такі селища-фортеці опідумами (лат. oppidum).
При торгівлі, на всій території Британії, грошовим еквівалентом виступало золото — намиста, браслети, а також більш дрібні золоті кільця, іноді описувані як «гроші-кільця». Могли застосовуватися як гроші залізні бруски, викувані певними серіями ваг і розмірів. Поступово (можливо в другій половині II ст. до н. е.) з материка починають проникати в обіг золоті, срібні та бронзові монети, сприяючи активізації торгівлі.

## Римське завоювання
У I ст. римляни підкорили частину острова Британія, що призвело до включення території проживання добуннів в провінцію Британія (лат. Britanniae, з 197 р. увійшли до складу провінції Британія Верхня, а в 293 — 410 роках в провінцію Британія Пріма в складі Британської дієцезії). Один з римських легіонів (II Легіон Августа) брав участь у вторгненні в Британію, і частково базувався в землях добуннів.

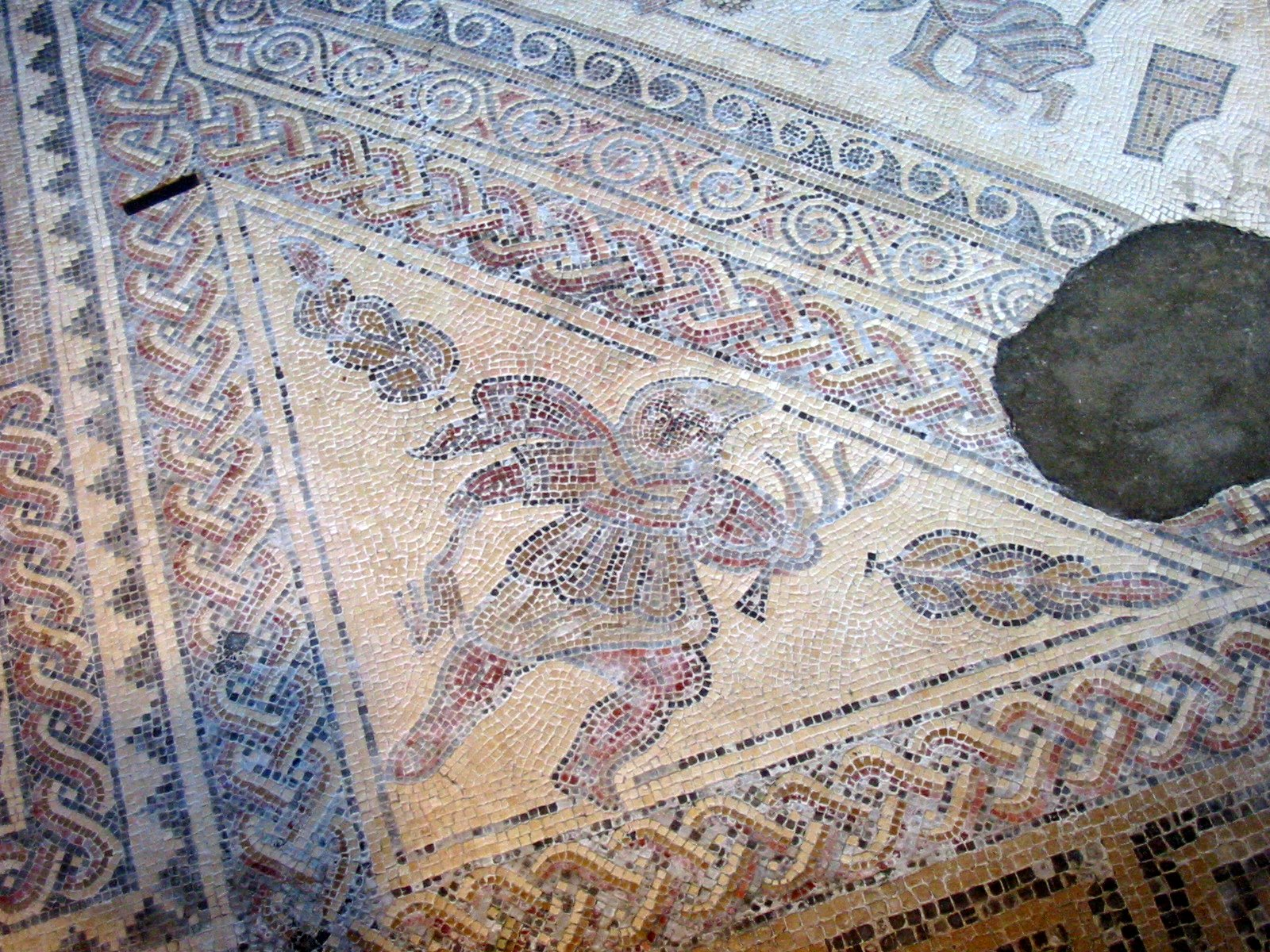
Фрагмент однієї з мозаїк римської вілли Чедворт поблизу Глевума

 Дослідники припускають, що, на відміну від інших бритських племен, завоювання не зустріло серед добуннів великого опору, а прихід римлян прискорив у них процеси розкладання первіснообщинного ладу. Сприяло цьому введення римлянами системи господарювання, заснованої на повсюдному будівництві вілл — сільськогосподарських об'єктів, завдяки яким розвивався товарообмін і зростання зв'язків з містом. На території племені виявлено близько 80-90 вілл, половина з яких виникла наприкінці III — початку IV ст.ст., в основному на місці більш скромних будівель I ст. Завойовники, таким чином, інтегрували місцеве населення в соціальну і економічну систему римського світу, активно романізуючи його.
Одне з центральних городищ добуннів — їхній центр адміністративного, політичного та економічного життя — при римлянах отримав назву Коріній (лат. Corinnium Dobunnorum, в 293 — 410 рр. столиця римської провінції Британія Пріма (Britannia Prima)), нині це місто Сайренсестер в графстві Глостершир. Також римлянами близько 48 року тут будується Каструм, пізніше трохи перенесений, який згодом розрісся в колонію Глевум (лат. Glevum, офіційно — Колонія Нервія Глевенсіум лат. Colonia Nervia Glevensium), зараз це центр графства Глостершир — місто Глостер.

## Правителі племені
По написах на монетах, виготовлених добуннами, дослідниками відновлені деякі імена (або частини імені) правителів племені:
- Anted […]
- Bodvoc
- Catti […]
- Comux […]
- Corio
- Eisu […]
- Inam […]